# 川口大司
川口　大司（かわぐち だいじ、1971年 - ）は、日本の経済学者。東京大学大学院経済学研究科教授。専門は労働経済学。経済学Ph.D.（ミシガン州立大学、2002年）。2009年に『日本の外国人労働力』で第52回日経・経済図書文化賞を受賞 。東京都出身。

## 来歴
1971年6月東京都生まれ。1994年早稲田大学政治経済学部経済学科卒業後、一橋大学に進学、1996年に同大より経済学の修士号を得る。一橋大学大学院経済学研究科修了後、ミシガン州立大学に留学し、同校在学中の2001年には論文"Human Capital Accumulation of Salaried and Self-employed Workers"で森口賞を受賞した。翌2002年にはミシガン州立大学より経済学の博士号 (Ph.D.) を取得した。帰国後、大阪大学社会経済研究所講師 (2002年-2003年)、筑波大学社会工学系講師 (2003年-2005年)、一橋大学大学院経済学研究科准教授 (2005年-2013年)、一橋大学大学院経済学研究科教授 (2013年-2016年)を経て、 2016年4月より東京大学大学院経済学研究科教授。この間、オーストラリア国立大学社会科学研究所訪問研究員 (2004年)、カリフォルニア大学バークレー校訪問研究員 (2005年-2006年)を務めた。

## 研究
後進の育成にも力を入れているほか、学界と政策現場との橋渡し役をも担っており、さらに日本経済新聞「経済教室」に寄稿するなど現実の政策課題に対する情報発信も行っている。
藤田昌久 (京都大学名誉教授) は川口の研究について、1. 欧米の最先端の研究を踏まえた上で日本の現実を考慮した緻密な計量実証分析、2. 政策への強い関心、3. 研究者ネットワークの幅広さ、の三点を特徴として挙げている。

## 受賞
- 2002年 第3回森口賞 (大阪大学社会経済研究所)[6][4]
- 2009年 第52回日経・経済図書文化賞[7][3]
- 2015年 第4回円城寺次郎記念賞[8]
- 2016年 第11回石川賞 (日本経済学会)[9]

## 著書

### 単著
- 『労働経済学 - 理論と実証をつなぐ』（有斐閣、2017年）ISBN 978-4641165076

### 共著
- （中村二朗・内藤久裕・神林龍・町北朋洋）『日本の外国人労働力』日本経済新聞出版社、2009年。ISBN 978-4532133719。
- （大内伸哉）『法と経済で読みとく雇用の世界』（有斐閣、2012年）ISBN 978-4641163898
  - （大内伸哉）『法と経済で読みとく雇用の世界（新版）』（有斐閣、2014年）ISBN 978-4641164291
- （西山慶彦・新谷元嗣・川口大司・奥井亮）『計量経済学』有斐閣、2019年。ISBN 978-4641053854。

### 編著
- 『日本の労働市場 経済学者の視点』（有斐閣、2017年）978-4641165120

### 共編著
- （大竹文雄・鶴光太郎）『最低賃金改革：日本の働き方をいかに変えるか』（日本評論社、2013年）ISBN 978-4535557000

### 主要な論文
- Kawaguchi, Daiji (2003), “Human capital accumulation of salaried and self-employed workers”, Labour Economics 10 (1):  55–71, doi:10.1016/S0927-5371(02)00134-3
- Kawaguchi, Daiji (2004). “Peer effects on substance use among American teenagers”. Journal of Population Economics 17 (2):  351-367. doi:10.1007/s00148-003-0158-x.
- Kawaguchi, Daiji (2007). “A market test for sex discrimination: Evidence from Japanese firm-level panel data”. International Journal of Industrial Organization 25 (3):  441–460. doi:10.1016/j.ijindorg.2006.05.006.
- Glomm, Gerhard; Kawaguchi, Daiji; Sepulveda, Facundo (2008). “Green taxes and double dividends in a dynamic economy”. Journal of Policy Modeling 30 (1):  19–32. doi:10.1016/j.jpolmod.2007.09.001.

## テレビ出演
- オイコノミア（2012年4月 - NHK教育テレビ）講師